# Abdullo Aliyev
Abdullo Aliyev (ur. 2003) – uzbecki zapaśnik walczący w stylu klasycznym. Zajął dziesiąte miejsce na mistrzostwach świata w 2024. 
Srebrny medalista mistrzostw Azji w 2025 i brązowy w 2024. 
Mistrz Azji U-23 w 2025 i drugi w 2024. Mistrz Azji juniorów 2023, drugi na mistrzostwach Azji w 2024 roku.